# Polyschisis hirtipes
Polyschisis hirtipes là một loài bọ cánh cứng trong họ Cerambycidae.